# Rhytipterna holerythra
Rhytipterna holerythra là một loài chim trong họ Tyrannidae.